# 로베르토 클레멘테
로베르토 클레멘테 워커(Roberto Clemente Walker, 1934년 8월 18일~1972년 12월 31일)는 메이저 리그 피츠버그 파이러츠에서 활약했던 푸에르토리코 출신의 우익수로 메이저 리그 최초의 라티노 선수이다. 1955년 피츠버그 파이리츠 소속으로 데뷔한 이후 1972년까지 18년 동안 팀의 중심타자로서 맹활약 하였다. 통산 12번(1960, 1961, 1962, 1963, 1964, 1965, 1966, 1967, 1969, 1970, 1971, 1972) 올스타 팀에 선정되었으며, 골든글러브에도 12차례 (1961, 1962, 1963, 1964, 1965, 1966, 1967, 1968, 1969, 1970, 1971,) 선정되었고, 1966년에는 내셔널리그 MVP를 수상하였다. 또한, 1960년과 1971년에는 팀의 월드시리즈 우승에 일조하기도 했다.
평소 빈곤한 푸에르토리코와 중앙아메리카의 아이들을 위해 야구장비나 식량을 기부하는 등 많은 자선활동을 해온 것으로도 유명했던 그는 1972년 12월 31일, 대지진이 일어난 니카라과에 구호활동을 하기 위해 탑승했던 비행기가 추락하여 사망한다. 당시 그의 죽음에 많은 사람들이 커다란 충격을 받았다. 그의 공적을 기려 이듬해인 1973년 미국 야구 명예의 전당에 헌액되는데, 이는 은퇴한 지 5년이 지나야 명예의 전당 입당 자격이 생기는 기존의 관행을 깨뜨린 것이다.
이후 메이저 리그 사무국에서는 '사회에 가장 헌신적인 공헌을 한 선수'에게 로베르토 클레멘테 상을 수여하고, 그를 기리고 있다.

## 생애

### 유년시절
클레멘테는 1934년 푸에르토리코에서 사탕수수 농장 노동자의 7남매 중 막내로 태어났다. 어렸을적부터 육상 단거리와 창던지기에서 두각을 나타냈지만, 클레멘테의 진짜 꿈은 야구선수였다. 어린시절, 로스앤젤레스 다저스의 강견 우익수 '칼 푸릴로'를 가장 좋아했던 클레멘테는 매일 몇 시간씩 벽에 고무 공을 던지며 어깨를 단련했고, 이는 훗날 메이저 리그 역대 최고의 송구를 자랑하는 외야수가 되는 밑바탕이 된다.
푸에르토리코 프로 팀에서 뛰고 있던 18살의 클레멘테를 가장 먼저 발견한 사람은 다저스 구단의 스카우트 '알 캄파니스'였다. 당시 다저스는 라틴 아메리카 시장 개척에 나선 팀들 중 맨 앞에 있었다. 다저스보다 한발 늦은 애틀랜타 브레이브스가 3만달러라는 당시 거액의 금액을 제시하여 입단 보너스까지 제시했지만, 클레멘테는 자신을 먼저 발견한 다저스 구단과 1만달러 계약을 택했다.

### 다저스로 입단, 파이어리츠로 트레이드
하지만, 다저스 구단에게는 문제가 있었는데, 당시 1947년 재키 로빈슨의 데뷔로 인종 차별 장벽을 가장 먼저 허문 덕분에 그 이후 1950년대에 뛰어난 흑인선수들로 넘쳐나고 있었던 것이었다. 이에 '4000달러 이상을 받고 입단한 신인선수는 메이저 리그 로스터에 들지 못하면 룰5 드래프트의 대상이 된다'는 규정을 도저히 지킬 수가 없었다. 다저스가 택한 방법은 빈 자리가 생길때까지 클레멘테의 존재를 숨기는 것이었다. 그래서 다저스는 클레멘테를 마이너리그 경기에도 조차 내보내지 않았다.
하지만, 다저스에서 구단 단장직으로 일했었던 '브랜치 리키'가 피츠버그 파이리츠 단장에 있었는데, 리키 단장이 이런 클레멘테를 찾아내고 '룰5 드래프트'에서 그를 지명했다. 당시 피츠버그는 만년 하위권팀으로 새로 부임된 브랜치 리키 단장의 리빌딩 작업이 한창이었을때였다.

### 피츠버그 파이어리츠 시절
1955년에 트레이드되어 입단한 클레멘테는 당시 20살의 나이로 피츠버그 파이어리츠에서 곧바로 메이저 리그로 승격하여 기회를 잡아 데뷔하였는데, 이는 '히스패닉 라티노계'인종으로서 최초의 메이저리거 데뷔였다. 메이저 리그에 처음 데뷔한 클레멘테는 외야수비 송구로는 강견을 자랑했었으나, 타격에서는 좀처럼 기대이상으로 못하였다. 그 이유는 그는 고질적인 등 부상과 몸 곳곳이 좋지 않았기 때문에 가벼운 배트를 사용할 수밖에 없었다. 또한 영어가 서툴러 미국 생활 및 메이저 리그 선수생활에 제대로 적응하지 못했다.(클레멘테는 과거 재키 로빈슨이 메이저 리그 데뷔했을당시 인종 차별과 시련을 겪듯이 이에 못지 않은 협박과 빈볼에 시달렸다.)
클레멘테는 심각한 '배드볼 히터'로 유명했다. 샌프란시스코 자이언츠에서 활약한 에이스 투수 후안 마리칼이 '발목 위부터 귀 아래까지가 히팅 존'이라고 말했을 정도로, 클레멘테는 마구잡이로 방망이를 휘둘렀다. 그렇기에 타격 기술 역시 엉망이었다. 하지만, 클레멘테는 후천적으로 엄청난 노력을 통해 자신이 치명적인 결점인 '배드볼 히팅'을 조금씩 극복하며 완성해나갔다. 데뷔 3년차에 0.253이었던 타율은 이듬해 4년차 0.289, 5년차 0.296를 거쳐 6년차에는 0.314까지 올라갔다. 그리고, 그 해 데뷔 처음으로 두자릿수 홈런(16개)을 때려냈다.
1960년, 피츠버그 파이리츠는 월드시리즈에서 뉴욕 양키스를 상대로 4승3패로 꺾고 월드시리즈 우승을 차지했다. 이 월드시리즈에서 최고의 영웅은 7차전에서 9회말 끝내기 홈런을 때려낸 빌 마제스키였다. 하지만, 클레멘테도 이 경기에서 나름 선전했는데, 8회말 소속팀 피츠버그가 뒤지고 있던 5-7상황에서 '2사 후 적시타'를 때려내어 출루한다. 그리고, 클레멘테의 적시타 후 '할 스미스'의 2점 동점 홈런이 이어지면서 경기는 7-7이 동점상황이 되는데 기여했다.
이듬해 1961년, 피츠버그 파이어리츠에서 타격코치로 새로 부임한 조지 시슬러는 '클레멘테의 배드볼 히터를 줄일 수 있는 방법은 배트 스피드를 줄이는 것 뿐.'이라고 생각했다. 그리고 그에게 가벼운 방망이 대신 무거운 방망이를 쓰게 했다. 이는 조지 시슬러의 생각이 적중했다. 그 해 클레멘테는 0.351의 타율을 기록하며 타격왕 자리에 올랐고 23개의 홈런을 때려냈다. 그 이후 1960년부터 그가 비운의 사고로 유니폼을 벗는 1972년까지 메이저 리그 13년 생활동안, 클레멘테는 1968년 0.291의 타율을 기록한 것을 제외하고는 타율이 0.312 아래로 내려가지 않았다.
1961년부터 1967년까지 메이저 리그 선수생활 7년간, 클레멘테는 4차례 타격왕에 올랐고, 한 번은 2위를 차지했다. 1965년에는 처음이자 마지막으로 리그 MVP를 차지했다.
1971년, 2번째로 출전한 월드시리즈에서도 0.414의 맹타를 휘둘러 월드시리즈 MVP에 올랐고, 피츠버그 파이어리츠는 볼티모어 오리올스를 상대로 4승3패로 꺾어 월드시리즈 우승하는데 크게 기여하였다..
그러나, 이러한 클레멘테의 가장 큰 약점은 '출루율'이었다. 통산 타율이 0.317인 클레멘테의 통산 출루율은 0.359에 불과하다.
1972년 클레멘테는 정확히 3000번째 안타를 때려내고 시즌을 끝냈다. 당시 38살의 나이였지만, 꾸준한 기량을 보여왔고 12번째 올스타전에 출전했으며 12년 연속 골드글러브를 수상하는등 노쇠화의 징후는 전혀 없이 꾸준했다.

#### 죽음
1972년 시즌 끝나고 난뒤인 12월 23일, 니카라과 마나구아 지역에 큰 규모의 지진이 일어났었다. 평소에도 사회봉사에 매우 헌신적이었던 클레멘테는 지진으로 인해 피해를 입은 사람들을 도와주고자 헌신했다. 하지만, 클레멘테가 보낸 구호품은 2번 모두 니카라과 이재민들에게 전달되지 못했는데, 그이유는 푸에르토리코 군대가 중간에서 부정착복하고 가로챘기 때문이었다. 12월 31일, 클레멘테는 3번째 구호품과 함께 직접 비행기에 올랐다. 낡은 DC-7 수송기에는 구호품이 2톤 넘게 실려 있었다.
이륙 후 얼마 되지 않아 엔진에서 갑자기 화염이 일어났다. 그리고 수송기는 바다로 추락했다. 수송기에 탑승한 5명 중 조종사의 시신만 발견되었고 클레멘테의 시신은 끝내 발견되지 않았다.
사고 원인은 과도한 화물 적재, 엔진 결함, 그리고 악천후였고 그렇게 클레멘테는 불의의 사고로 죽었다. 당시 이 소식이 알려지면서 그의 고향 푸에르토리코 사람들은 물론 중남미국가들 사람들 역시 평소'영웅'같은 존재로 여겼던 클레멘테의 죽음에 커다란 충격과 슬픔을 보였다.

## 사후
푸에르토리코 정부는 불의의 사고로 죽은 로베르토 클레멘테를 기리기 위해 3일간의 국민 애도기간을 정했다. 보위 쿤 메이저 리그 커미셔너 역시 그의 죽음을 높이 기려서 제정된 사회봉사 공로상에 그의 이름을 따서 '로베르토 클레멘테 상'을 만들었다.
1973년에 명예의 전당 위원회가 5년의 유예기간을 면제하면서 클레멘테는 이듬해 곧바로 92.69%의 득표율로 헌액됐다. 미국 정부는 클레멘테를 추모하기 위해 그의 얼굴이 들어 있는 우표를 발행했다.
2005년 메이저 리그는 메이저 리그에서 활약했거나 활약중인 라틴 아메리카출신 선수중에서 선정된 야구 올스타 팀으로 라틴 아메리카 출신 선수들이 메이저 리그 역사에 남긴 업적을 기리기 위해 팬 투표를 통해 선정한 라티노 레전드 팀을 발표하였는데, 여기서 외야수 부분에 로베르토 클레멘테가 뽑혔다.
오늘날, 중남미 국가에서 야구인들 대부분은 로베르토 클레멘테를 '영웅'으로 기억하고 있다.

## 가족관계
1934년 푸에르토리코에서 사탕수수 농장에 일하는 가난한 농부의 아들로 태어났으며 그는 7명의 남매 중 막내였다.
가족은 부인과 슬하에 아들이 있으며 그가 사망한 뒤 그의 부인과 아들은 그의 고향에 '로베르토 클레멘테 센터'를 설립하여 그곳 아이들에게 야구인으로써의 꿈을 심어주고 있다고 한다.

## 통산기록
공격부문
| 경기 | 타석 | 득점 | 안타 | 이루타 | 삼루타 | 홈런 | 타점 | 도루 | 볼넷 | 삼진 | 타율 | 출루율 | 장타율 | OPS  |
| ---- | ---- | ---- | ---- | ------ | ------ | ---- | ---- | ---- | ---- | ---- | ---- | ------ | ------ | ---- |
| 2433 | 9454 | 1416 | 3000 | 440    | 166    | 240  | 1305 | 83   | 621  | 1230 | .317 | .359   | .475   | .834 |

## 참고 문헌
- '영웅으로 사라진 별' 로베르토 클레멘테